# Fannia edentula
Fannia edentula är en tvåvingeart som beskrevs av Nishida 1973. Fannia edentula ingår i släktet Fannia och familjen takdansflugor. Inga underarter finns listade i Catalogue of Life.